# Yan Yean Reservoir
Yan Yean Reservoir är en reservoar i Australien. Den ligger i delstaten Victoria, omkring 32 kilometer nordost om delstatshuvudstaden Melbourne. Yan Yean Reservoir ligger 182 meter över havet. Arean är 4,8 kvadratkilometer. Den sträcker sig 3,3 kilometer i nord-sydlig riktning, och 3,0 kilometer i öst-västlig riktning.
Trakten runt Yan Yean Reservoir består till största delen av jordbruksmark. Runt Yan Yean Reservoir är det tätbefolkat, med 383 invånare per kvadratkilometer. Genomsnittlig årsnederbörd är 1 244 millimeter. Den regnigaste månaden är juli, med i genomsnitt 140 mm nederbörd, och den torraste är januari, med 49 mm nederbörd.